# Lychnodiscus grandifolius
Espèce
Lychnodiscus grandifolius Radlk. est une espèce de plantes à fleurs de la famille des Sapindaceae et du genre Lychnodiscus originaire d'Afrique tropicale que l’on trouve principalement au Cameroun et au Gabon, également au Nigeria,.

## Description
Lychnodiscus grandifolius est un arbre pouvant atteindre 6 à 10 mètres de haut, se développant dans les zones humides, proches des rivières ou dans des marécages.

## Distribution
D'abord considérée comme endémique du Cameroun, l'espèce y est assez commune. Elle a été observée sur treize sites dans six régions (Nord-Ouest, Sud-Ouest, Littoral, Centre, Sud, Est).

À partir de 2012, d'autres spécimens ont été découverts dans plusieurs provinces du Gabon.